# Psychomyia alternata
Psychomyia alternata är en nattsländeart. Psychomyia alternata ingår i släktet Psychomyia och familjen tunnelnattsländor. Inga underarter finns listade i Catalogue of Life.